# The Reverse of the Medal
The Reverse of the Medal es una película muda británica de 1923, dirigida por George A. Cooper y protagonizada por Clive Brook.

## Otros créditos
- Color: Blanco y negro
- Sonido: Muda

- Datos: Q7760525